# Fumaria ouezzanensis
Fumaria ouezzanensis är en vallmoväxtart. Fumaria ouezzanensis ingår i släktet jordrökar, och familjen vallmoväxter.

## Underarter
Arten delas in i följande underarter:
- F. o. ouezzanensis
- F. o. ramosa